# 温思罗普·帕尔默
温思罗普·帕尔默（英語：Winthrop Palmer，1906年12月5日—1970年2月4日），美国男子冰球运动员，场上位置是前锋。他曾代表美国国家队参加1932年冬季奥林匹克运动会冰球比赛，获得一枚银牌。